# César Villanueva

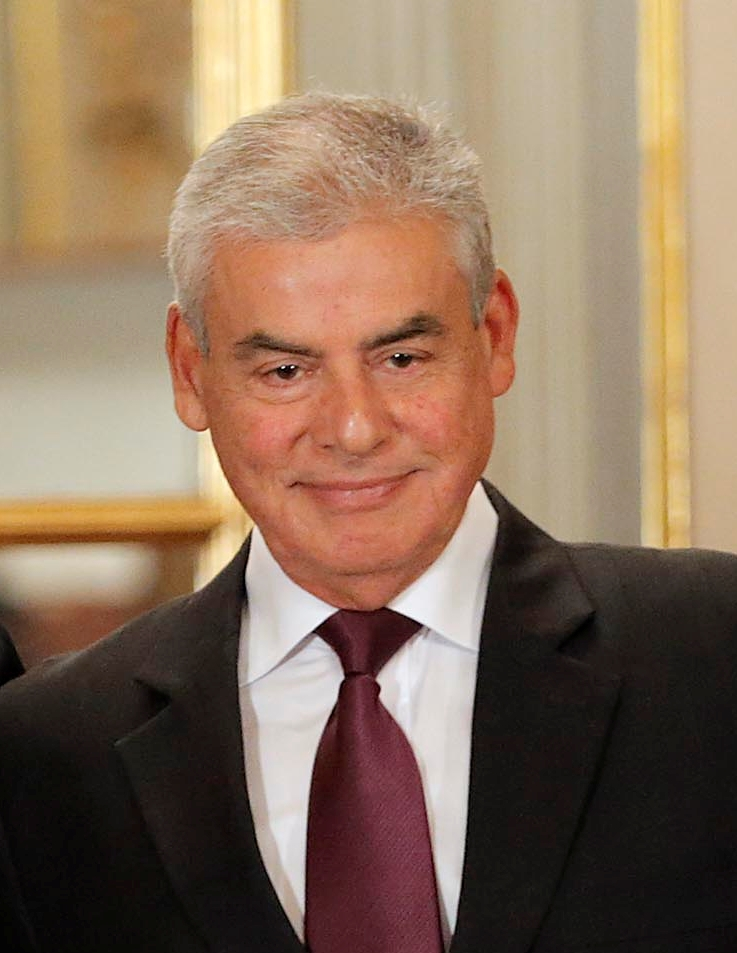
César Villanueva, 2015

César Villanueva Arévalo (* 5. August 1946 in Tarapoto) ist ein peruanischer Politiker. Von 2013 bis 2014 und von 2018 bis 2019 war er Premierminister von Peru.

## Leben
Villanueva studierte an der Universidad Nacional Federico Villarreal. Vom 31. Oktober 2013 bis zum 24. Februar 2014 war er Premierminister von Peru. Sein Nachfolger als Premierminister wurde René Cornejo. Vom 2. April 2018 bis zum 11. März 2019 war er unter Präsident Martín Vizcarra erneut Premierminister.